# Gregor Kunz
Gregor Kunz (* 8. Oktober 1959 in Ost-Berlin) ist ein deutscher Schriftsteller und Künstler.

## Leben
Kunz ist Autodidakt. Letzter Abschluss war 1978 das Abitur, das Studium der Malerei und Grafik wurde ihm 1982 nach bestandener Eignungsprüfung von der Hochschule für Bildende Künste Dresden verwehrt. Er arbeitete in der DDR als Forstarbeiter, Grabungshelfer, Briefträger, Hauswirtschaftspfleger und Kinohilfskraft.
Nach 1990 war er arbeitslos oder über ABM Mitarbeiter in kulturellen Projekten, von 1996 bis 2010 Kultur-Journalist und Kolumnist (Die Union, Sächsische Zeitung, SAX, Berliner Seiten der FAZ), 2010 Kurator der 20. Jahresschau des Künstlerbundes Mecklenburg-Vorpommern. Seitdem arbeitet er als freier Autor und Künstler.
Seit 1979 schreibt er Gedichte. In der DDR veröffentlichte er in Literaturzeitschriften und im Samisdat: Temperamente, ndl, UND, usf, A3, Bizarre Städte. Nach 1990 erschienen Gedichte und Essays in den Zeitschriften Edit, ndl, Sklaven, Sklaven-Aufstand, Gegner und Ostra-Gehege. Seit 2020 werden die gesammelten Gedichte beim Verlag Moloko Print veröffentlicht.
Kunz arbeitete bis 1982 und wieder seit 2000 an Bildern, vor allem an Collagen und Montagen. Seit 2019 illustriert er Bücher für den Verlag Moloko Print.
Er lebt seit 1983 in Dresden.

## Werke
Poets Corner Nr. 13, Gedichte, Unabhängige Verlagsanstalt Ackerstraße, Berlin, 1992,
Nordbad, Texte, Gedichte und Fotografien, (Texte und Gedichte Gregor Kunz, Fotografien von Günter Starke und Jürgen Lösel), Dresden 1996,
Bilder von Dresden (Fotografien Helmut Schulze, Essay Gregor Kunz), Dresden 2004,
Zeitgänge, Kunstarbeit und Lebensentwürfe, Begleitbuch zur 20. Jahresschau des Künstlerbunds Mecklenburg und Vorpommern in Weitendorf/Laage (Essay Gregor Kunz, Fotografie TO Helbig, Gestaltung Renate Schürmeyer), Schwerin 2010,
Versensporn. Heft für lyrische Reize Nr. 7, Edition POESIE SCHMECKT GUT, Jena 2012 (Gedichte),
Kunst in Dresden. Das Jahr 1993, Sandstein Verlag Dresden, 2018, ISBN 978-3-95498-444-2
Look at the Seascape. Kapitän von dem Busche und sein abenteuerliches Leben, erzählt von ihm selbst. Collage-Roman,  Band I der Busche-Trilogie. Moloko Print, Schönebeck 2019, ISBN 978-3-943603-63-7
Labyrinthe. Die Veronaprotokolle, 5 Gedichte, 25 Montagen, Moloko Print, Schönebeck 2020, ISBN 978-3-943603-91-0
Inscape, Orte: Jedermann weiß, was ein Kopf ist. Anmerkungen und Fußnoten zu einer Naturgeschichte der wahrscheinlichsten Irrtümer zwischen Amerika und Berlin. Collage-Roman, Band II der Busche-Trilogie. Moloko Print, Schönebeck 2021, ISBN 978-3-948750-14-5
Luftschiffhalde III, Gedichte 2000–2019, Moloko Print, Schönebeck 2021, ISBN 978-3-948750-15-2
Escape Vineta: Die Guten, die Bösen und die Hässlichen. Roman Noir, aus den Oregon-Kladden  Kapitäns von dem Busche rekonstruiert und entfaltet. Collage-Roman, Band III der Busche-Trilogie. Moloko Print, Schönebeck 2022, ISBN 978-3-948750-37-4  
Luftschiffhalde II, Gedichte 1995–1999, Moloko Print, Schönebeck 2022, ISBN 978-3-948750-58-9

## Audio
Nach Arkadia. Zoom, vertonte Lesung, Gedichte Gregor Kunz, Ton und Klang Winterberg, CD mit Booklet,  MOLOKO +, 2019

## Ausstellungen
Ausstellungen/Ausstellungsbeteiligungen in Berlin, Dresden, Freiberg, Görlitz, Mestlin, Moritzburg, St. Petersburg.

## Ehrungen
1. Förderpreis des Lyrikpreises der Stadt Meran, geteilt, 1994
„Kunsthüttenpreis“ der Biennale „100 Sächsische Grafiken“, 2014